# Ernst Glüer
Ernst Heinrich Glüer (* 13. April 1831 in Hamburg; † 7. August 1867 ebenda) war ein deutscher Architekt.

## Leben
Glüer studierte ab 1851 am Polytechnikum Karlsruhe bei Friedrich Eisenlohr. Ab 1855 unterhielt er gemeinsames Büro mit Carl Heinrich Remé in Hamburg. 1856/1857 unternahm er eine Italienreise. 1859 war er Präsident des Hamburger Künstlervereins von 1832.
Ernst Glüer war ein Bruder des nach Ostpreußen ausgewanderten Gutsbesitzers und späteren Reichstagsabgeordneten Hermann Otto Glüer.

## Bauten
- 1860: Anschar-Kapelle in Hamburg (Backsteingotik)
- 1861/62: Jerusalem-Kirche in der Königstraße (heute Poststraße) in der Neustadt, zusammen mit Carl Remé (zerstört)[1]
- 1863: Entwurf eines Gebäudes im Rundbogenstil für die Universität Kiel (nicht ausgeführt)
- 1867–1869: Immanuelskirche in Barmen
- undatiert: Herrenhaus des Gutes Gergehnen in Ostpreußen[2]